# Cytilus alternatus
Cytilus alternatus là một loài bọ cánh cứng trong họ Byrrhidae. Loài này được Say miêu tả khoa học năm 1825.